# ژرژ لیکنز
ژرژ لیکنز (انگلیسی: Georges Leekens؛ زاده ۱۸ مهٔ ۱۹۴۹) بازیکن سابق و مربی فوتبال اهل بلژیک است. وی همچنین در تیم ملی فوتبال بلژیک بازی کرده‌است. لیکز از تاریخ ۱۳ ژانویه ۲۰۱۹ سرمربیگری باشگاه فوتبال تراکتورسازی تبریز را عهده‌دار شد.

## دوران مربی گری

### تیم ملی بلژیک
لیکنز ازسال ۱۹۹۷ تا ۱۹۹۹ سرمربی تیم ملی بلژیک بود و با شکست ایرلند در مرحله پلی آف تیم ملی بلژیک را به جام جهانی ۹۸ رهنمون کرد اما او به دلیل حذف تیمش در مرحله گروهی این رقابت از مربیگری این تیم برکنار شد.
۱۱ مه ۲۰۱۰ لیکنز قرار دادی دو ساله با تیم ملی بلژیک امضا کرد و برای بار دوم سرمربی این تیم شد.
وی در اولین حضورش در خلیج فارس و تیم الهلال در سال ۲۰۰۹ پس از سه ماه برکنار شد.
در سال ۲۰۱۵ توانست تیم ملی تونس را به مرحله نیم نهایی جام ملتهای آفریقا برساند.
در سال ۲۰۱۶ در تیم الجزایر در مرحله گروهی ازجام ملتها حذف شد.
لینکز درسال۲۰۱۸جایگزین جان توشاک در باشگاه فوتبال تراکتور شد و درابتدا نتایج خوبی گرفت و تیم را به یک مدعی تبدیل کرد ولی درادامه از سمت خود برکنار شد.

لیکنز از تاریخ ۱۳ ژانویه ۲۰۱۹ سرمربیگری باشگاه فوتبال تراکتور را عهده‌دار شد و در پایان فصل لیگ 97-98 از سمت سرمربیگری این باشگاه استعفا داد و به کشورش بازگشت.